# Kibungan
Kibungan ist eine philippinische Stadtgemeinde in der Provinz Benguet. Sie hat 17.292 Einwohner (Zensus 1. August 2015).

## Baranggays
Kibungan ist politisch unterteilt in sieben Baranggays.
- Badeo
- Lubo
- Madaymen
- Palina
- Poblacion
- Sagpat
- Tacadang